# 平顶山职业技术学院
平顶山职业技术学院是一所位于河南平顶山市的公办全日制普通高等专科学校，前身可追溯到1959年，于2018年3月，由平顶山市师范学校、平顶山市文化艺术学校、平顶山市旅游学校合并整合而来，现有新校区、园丁校区两个校区。